# جيفري بيشوب
جيفري بيشوب (بالإنجليزية: Jeffrey Bishop)‏ هو فيلسوف أمريكي، ولد في 1967 في تكساس في الولايات المتحدة.